# 462

462(사백육십이)는 461보다 크고 463보다 작은 자연수다.

## 수학
- 합성수로, 그 약수는 총 16개다. (1, 2, 3, 6, 7, 11, 14, 21, 22, 33, 42, 66, 77, 154, 231, 462)
  - 462의 진약수의 합은 690이므로, 462는 과잉수다.
  - 제곱 인수가 없는 24번째 과잉수다. 이 성질을 지닌 앞의 수는 438, 다음 수는 474다. (OEIS의 수열 A087248)
- {\displaystyle 462=67+71+73+79+83+89}
  - 연속하는 소수(素數) 6개의 합으로 나타낼 수 있으며, 이 성질을 지닌 앞의 수는 434, 다음 수는 492이다.
- {\displaystyle 462=21\times 22}
  - 연속하는 두 자연수의 곱으로 나타낼 수 있으며, 이 성질을 지닌 앞의 수는 420, 다음 수는 506이다.
- {\displaystyle 462=1^{2}+10^{2}+19^{2}}
  - 공차가 9인 세 자연수의 제곱합으로 나타낼 수 있는 가장 작은 수다. 이 성질을 지닌 다음 수는 525다.
- {\displaystyle 43^{2}-1}은 462로 나누어떨어진다.

## 과학
- NGC 462(영어판): 물고기자리 방향에 있는 타원은하.

## 교통
- 국도 제462호선
  - 일본 462번 국도(일본어판): 나가노현 사쿠시에서 군마현 이세사키시까지 이어지는 일본의 국도.
- 기타 도로
  - 462번 지방도 (폐지): 강원도 속초시 대포동에서 설악동까지 이어지던 대한민국의 과거 지방도.
  - 현도 제462호선

## 군사
- U-462(영어판): 제2차 세계 대전에 사용된 나치 독일의 군용 잠수함.

## 문화유산
- 대한민국의 보물 제462호: 나주 철천리 석조여래입상
- 대한민국의 사적 제462호: 서울 부암동 백석동천 유적 (해제)[a]

## 기타
- 연도: 462년, 기원전 462년